# Weronika Alexejewna Timofejewa
Weronika Alexejewna Timofejewa (russisch Вероника Алексеевна Тимофеева; * 31. März 1982 in Tambow) ist eine ehemalige russische Skilangläuferin und Biathletin.
Weronika Timofejewa lebt in Moskau, wo sie für Dynamo Moskau startete. Zum Jahresende 2001 bestritt sie in Krasnogorsk ihr erstes internationales Rennen. Binnen kurzer Zeit konnte die Russin ihre Leistung ständig steigern, bis sie Anfang Januar 2003 in Kawgolowo ihr Debüt im Skilanglauf-Weltcup geben konnte. Timofejewa erreichte im Rennen über 5 Kilometer in der freien Technik Platz 23 und gewann damit im ersten Rennen auch erste Weltcup-Punkte. Es sollte ihr einziger Einsatz im Weltcup bleiben. In der Folgezeit konnte Timofejewa ihre Leistungen nicht bestätigen. Weder bei Rennen des Continental-Cups, der FIS oder bei russischen Meisterschaften konnte sie sich bis auf wenige Ausnahmen nennenswert platzieren. Die einzigen Großereignisse, an denen sie teilnahm, waren die Winter-Universiaden 2003 in Tarvisio und 2007 in Pragelato. In Tarvisio konnte Timofejewa im Massenstartrennen in der freien Technik die Silbermedaille gewinnen und musste sich nur Walentina Schewtschenko geschlagen geben. Es war zugleich ihr bestes Ergebnis in einem internationalen Rennen.
Daneben nimmt Timofejewa auch an Rennen im Biathlon teil, konnte hier jedoch nicht auf internationaler Ebene antreten. Bekannt wurde sie jedoch, als sie bei den russischen Meisterschaften 2009 positiv auf das Dopingmittel EPO getestet wurde. Sie wurde deswegen vom russischen Verband für zwei Jahre gesperrt.